# Рай-Оленівка (платформа)
Рай-Оле́нівка — пасажирський зупинний пункт Харківської дирекції Південної залізниці Харківського залізничного вузла між зупинними пунктами Пісочин та Коротич, за 13 км від станції Харків-Пасажирський. Розташований біля селища Рай-Оленівка Харківського району Харківської області.

## Історія
Зупинний пункт відкритий 1927 року. У 1961 році електрифікований постійним струмом (=3 кВ) в складі лінії Харків-Пасажирський — Люботин (завдовжки 43 км).
25 грудня 2006 року, о 07:35, біля зупинного пункту Рай-Оленівка на залізничному переїзді водій автомобіля ГАЗ-53 допустив зіткнення з тепловозом ТЕП70-0056, який прямував з пасажирським поїздом № 640 сполученням Кременчук — Харків. Внаслідок ДТП затримка руху поїздів склала 1 годину 50 хвилина. Лише о 09:24 рух поїздів було відновлено.

## Пасажирське сполучення
На зупинному пункті Рай-Оленівка зупиняються приміські поїзди Люботинського  напрямку.